# Chown

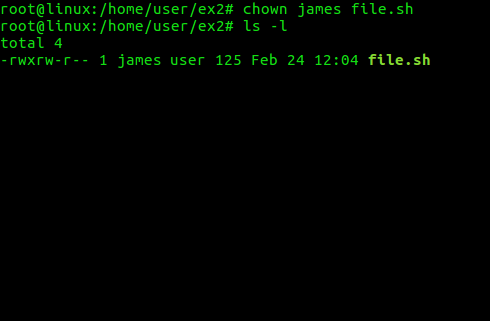
El comando chown dentro de una terminal.

El comando chown ("change owner", cambiar propietario en inglés) permite cambiar el propietario de un archivo o directorio en sistemas tipo UNIX. Puede especificarse tanto el nombre de un usuario, así como el identificador de usuario (UID) y el identificador de grupo (GID). Opcionalmente, utilizando un signo de dos puntos (:), o bien un punto (.), sin espacios entre ellos, entonces se cambia el usuario y grupo al que pertenece cada archivo.
Cada archivo de Unix tiene un propietario y un grupo, que se corresponden con el usuario y el grupo de quien lo creó.
El usuario root puede cambiar el propietario de cualquier archivo o directorio. En algunos sistemas está restringido el cambio de propietarios por medio de chown para usuarios normales por motivos de seguridad. En los sistemas que está permitido, además de cambiarse el propietario, pueden alterarse otros indicadores del archivo, como el sticky bit.
Sintaxis:
```
$
 
chown
 
nuevousr
 
archivo1
 
[
 
archivo2
 
archivo3...
]

```

Cambia el propietario de archivo1 archivo2, etc. que pasará a ser nuevousr
```
$
 
chown
 
-R
 
nuevousr
 
directorio

```

Cambia el propietario para que pase a ser nuevousr a directorio, todos los archivos y subdirectorios contenidos en él, cambiándolos también de forma recursiva en todos archivos de los subdirectorios.

## Ejemplos
Si un archivo tiene estos propietarios:
```
$
 
ls
 
-l
 
/etc/hosts
-rw-r--r--
  
1
 
root
 
root
 
1013
 
Oct
  
3
 
13
:11
 
/etc/hosts

```

... y se ejecuta:
```
$
 
chown
 
admin
 
/etc/hosts

```

... el nuevo propietario del archivo sería admin, tal y como se muestra:
```
$
 
ls
 
-l
 
/etc/hosts
-rw-r--r--
  
1
 
admin
 
root
 
1013
 
Oct
  
3
 
13
:11
 
/etc/hosts

```

Otro ejemplo:
```
$
 
chown
 
user1
 
*

```

...cambia el propietario a todos los archivos y directorios del directorio actual. Todos pasarán a pertenecer al usuario user1.
```
$
 
chown
 
-R
 
user1
 
*

```

...además entraría recursivamente en todos los subdirectorios descendientes y cambiaría el propietario a todos los archivos y directorios que hubiera.
El siguiente ejemplo asigna el usuario (user1) y el grupo (grupoX) al directorio /ABC/DEF, recursivamente.
```
$
 
chown
 
-R
 
user1:grupoX
 
/ABC/DEF

```

Este último ejemplo, transfiere el control del archivo al usuario y grupo cuyo identificador de usuario (UID) y de grupo (GID) es 0 root.
```
$
 
chown
 
0
:0
 
/etc/passwd

```